# Ministère des Sports et des Loisirs
Das Ministère des Sports et des Loisirs ist das Ministerium für Sport und Freizeit im westafrikanischen Staat Burkina Faso.
Es wurde 1957 geschaffen, als die französische Kolonie Obervolta eine eigene Regierung bekam. Seit 2002 trägt es die heutige Bezeichnung, zuvor hieß es unter anderem Ministère de la Jeunesse et des Sports.
Aufgaben sind unter anderem die Kontrolle der Sportverbände, Bau und Unterhalt nationaler Sportstätten und die Ausbildung von Verantwortlichen.

## Minister der Vierten Republik (seit 1992)
- Ibrahim Traoré
- Joseph André Tiendrébéogo
- René Émile Kaboré
- Toundoun Sessouma
- Jean-Pierre Palm